# Daniel Newman
Daniel Christopher Newman (* 12. Mai 1976 in York, Großbritannien) ist ein britischer Filmschauspieler und Filmproduzent.

## Leben
Geboren in York, wuchs Newman in einem Londoner Waisenhaus auf. Newman wurde von Schule zu Schule geschickt, bis er 1985 im Alter von neun Jahren  sein Filmdebüt in der Miniserie Valentine Park gab.
Einen Großteil seines letzten Schuljahres musste er von einem Privatlehrer unterrichtet werden, da er an Robin Hood – König der Diebe (1991) arbeitete. Der Charakter des Wulf sollte sein bekanntester Filmcharakter werden.
Newman heiratete 1994 im Alter von 18 Jahren. Die Ehe wurde nach drei Jahren, 1997, wieder geschieden, wobei er das Sorgerecht für seine damals neun Monate alte Tochter erhielt. Im gleichen Jahr verlor Newman seinen älteren Bruder durch einen Autounfall.
Heute lebt er in einer neuen Beziehung und hat mit Jessica Lauren eine zweite Tochter.

## Filmografie
- 1991: Robin Hood – König der Diebe (Robin Hood: Prince of Thieves)
- 1992: Bram Stoker’s Dracula (Dracula)
- 1994: Die Bibel – Jakob (Jacob, Fernsehfilm)
- 1998: Im Bann des Mondes (Riddlers Moon, Fernsehfilm)
- 1998: Inspector Barnaby (Staffel 1, Folge 1: Blutige Anfänger)

Filmproduzent
- 2001: Ice Cool Reception (Kurzfilm)

## Auszeichnung
Für seine Darstellung in Robin Hood – König der Diebe erhielt Newman 1992 einen Young Artist Award.